# Jiří Pelcl
Jiří Pelcl (* 22. září 1950 Postřelmov) je český architekt, designér, profesor a bývalý rektor UMPRUM. Chce, aby věci byly užitečné, pomáhaly a nestály moc. Každá jejich část má mít smysl a nebo tam nemá co dělat. Pracuje s kovem, sklem, dřevem nebo textilem i papírem. Navrhl budovy, interiéry, skleničky, židle i kompostér s žížalami do bytu. Žije a pracuje v Praze.

## Biografie
Narodil se v září roku 1950 v obci Postřelmov v okrese Šumperk. Vystudoval Střední uměleckoprůmyslovou školu v Brně (maturita v roce 1970), architekturu na Vysoké škole uměleckoprůmyslové v Praze - UMPRUM (1972–1978) a design nábytku na Royal College of Art v Londýně (1983–1984).
V roce 1987 spolu s Bohuslavem Horákem iniciuje založení umělecké skupiny Atika. V roce 1990 zakládá vlastní projekční kancelář Atelier Pelcl. V roce 1992–1994 působí ve funkci uměleckého ředitele Galerie Genia Loci v Praze. 1997 nastupuje na UMPRUM, vede atelier Architektura a design, v roce 2002 jmenován profesorem, v letech 2002–2005 působí jako rektor UMPRUM. V letech 2005–2008 působí jako umělecký ředitel podniku Crystalex Nový Bor. V roce 2006 je mu udělen čestný doktorát na University of Brighton ve Velké Británii. V letech 2011–2018 je vedoucím katedry designu na UMPRUM a prorektorem pro vnější vtahy a mezinárodní styky. V roce 2016 mu bylo uděleno Fulbrightovo stipendium při Pratt Institute v New Yorku, zkoumal komunitu Shakers. Ve volbách do PSP ČR v roce 2017 kandidoval za hnutí STAN v Praze na 6. místě kandidátky, nicméně nebyl zvolen. V roce 2019 ukončil působení na UMPRUM.
V roce 2021 byla uspořádána Moravskou galerií v Brně rozsáhlá retrospektivní výstava jeho designérského díla. Česká televize v roce 2022 vysílala jeho časosběrný portrét Jiří Pelcl: Jak se dělá design.

## Dílo
Věnuje se designu výrobků pro průmyslovou výrobu, zejména v oblasti nábytku, skla a porcelánu. Navrhuje interiéry, instalace výstav, rodinné domy.
Spolupracuje na designu produktů mj. s firmami Crystalex, Český porcelán, Preciosa, Techo, Moser, Master&Master, Skitch, Cotto, Bomma, Umbra, Plastia, Konsepti, Polstrin, Egoé . Jeho autorský design je distribuován v designshopech muzeí, Uměleckoprůmyslového muzea v Praze, v Moravské galerii v Brně, MoMA v New Yorku, Kjótu, Hongkongu, v MAK ve Vídni a dalších. Vedle praktické činnosti se zabývá teorií designu, publikuje a externě přednáší na domácích a zahraničních vysokých školách (Rietveld Academy Amsterdam, Kalifornská univerzita v Berkeley, RCA Londýn, Yaleova univerzita, ENSDI Paříž, SCIARCH Los Angeles). Realizoval řadu interiérů prestižních objektů (interiéry pro prezidenta Václava Havla na Pražském hradě, české velvyslanectví v Římě a Pretorii, Český dům v Malmö a jiné).
Za svoji designérskou tvorbu získal řadu ocenění, jeho práce jsou zastoupeny ve významných evropských i světových muzeích designu, například v Muzeu moderního umění v New Yorku.

### Výběr ze 35 samostatných výstav[12]
- 1999, Jiří Pelcl – The Strip Collection. Galerie Neotu, Paříž
- 1999, Pelcl design Cotto nábytek. Moravská galerie v Brně (katalog)
- 2002, Jiří Pelcl. 3rd Biennial International Design, Saint-Étienne (katalog)
- 2006, Jiří Pelcl x Design, Subjective x Objective – Uměleckoprůmyslové muzeum v Praze, Praha (katalog)
- 2007, Jiří Pelcl x Design, Subjective x Objective – Looshaus, Vídeň (katalog)
- 2010, Jiří Pelcl a studenti, Pécsi Galéria, Pécs
- 2011, Luxury Dwelling, Galerie Grosseti, Miláno, DOX, Praha (katalog)
- 2012, The Incredible Lightness of Being, University of Brighton Gallery, Brighton (katalog)
- 2015, Jiří Pelcl – Velké a malé objekty, DOX, Praha
- 2016, Forestglasscollection, Konsepti, Praha (katalog)
- 2017, Von der Idee zum design, České centrum, Berlín
- 2019, Adaptable, Galerie Nova, Bratislava
- 2020, Jiří Pelcl, Sedmváz, Galerie Kuzebauch, Praha
- 2021, Jiří Pelcl – Design, Moravská galerie v Brně, Brno (katalog)

### Výběr z více než 200 kolektivních výstav[13]
- 2005, Czech 100 Design Icons. Berlín (reprízy Bratislava, Praha, Stockholm, Brighton)
- 2006, Couchen voller Sinne – Hommage á Sigmund Freud. Looshaus, Vídeň.
- 2006, Dreams and Reality: Czech Design 1990–2005. Design Flanders Gallery, Brusel
- 2007, 25 Jahr Binnen, Gallery Binnen, Amsterdam
- 2007, Současný český design, Imperial Art Gallery, Peking
- 2007, Český design, Soul
- 2008, „Křehký“, ICFF, New York
- 2009, „Křehký“, 100% Design, Tokio
- 2009, Czech Selection, Zona Tortona, Miláno
- 2009, Real World Laboratory, Central European Design, Museumsquartier, Vídeň
- 2009, „Křehký“ The best of the Czech glass and Porcelain, Carriage Works, Sydney
- 2011, Postmodernism: Style & Subversion, Victoria & Albert Museum, Londýn
- 2014, Briliant by Design, Design Museum Gent
- 2015, Jiri Pelcl + students = Umprum, České centrum, Paříž
- 2016, „This is today“, Chamber Gallery, New York
- 2017, Sklo: Možnosti a limity, Galerie města Bratislavy, Mirbachov Palác, Bratislava
- 2017, Czech Grand Design 2017, Vila Pellé, Praha
- 2018, 1000 Vases, Espace Commines, Paříž
- 2020, Trendy, Design, Produkce, Mezinárodní trienále skla a bižuterie, Muzeum skla a bižuterie Jablonec n. N.
- 2022, Design a transformace, Design Museum Brussels, Brusel

### Publikační činnost
- PELCL, Jiří; HORÁKOVÁ, Lilka. Diskuse 89'. Praha: autorské vydání, 1989. nestr. s.
- KARASOVÁ, Daniela; PELCL, Jiří. Design ve Velké Británii. Praha: Ústav oděvní a bytové kultury, 1989. 91 s.
- PELCL, Jiří. Český design 1995-2000 : Nábytek – svítidla – věci na stůl – textil – výrobky. Praha: Prostor, 2001. 175 s. Dostupné online. ISBN 80-902736-6-1, ISBN 978-80-902736-6-5. OCLC 123123304
- PELCL, Jiří, et al. Design - od myšlenky k realizaci, from idea to realization = Design - from idea to realization. Praha: UMPRUM, 2012. 255 s. Dostupné online. ISBN 978-80-86863-45-0, ISBN 80-86863-45-X. OCLC 888894433
- KNOBLOCH, Iva; PELCL, Jiří. 1989 Diskuse 2014 : architektura, interiér design. Praha: UMPRUM, 2014. 304 s. Dostupné online. ISBN 978-80-86863-76-4, ISBN 80-86863-76-X. OCLC 910637484
- ROSSINI, Pavla; PELCL, Jiří. Století dánské a české nábytkové tvorby: konvergence, divergence. Praha: UMPRUM, 2018. 390 s. Dostupné online. ISBN 978-80-87989-09-8, ISBN 80-87989-09-0. OCLC 1048455999

Práce Jiřího Pelcla byly publikovány ve více než 45 knižních publikacích a odborných periodikách v Česku i v zahraničí: Abitare, Architecture interiéue créé, Architect, Architektur und Wohnen, Atrium, Azimuts, Blueprint, Casa Idea, Casa Vogue, Centras, de Architect, Design, Designum, Dolce Vita, Domov, Domus Aurea, Domus, Elle Deco Japan, Era, Gap-Casa, Intramuros, Interni, Kunstblad, Living, Maison et Jardin, Modo, Nuevo Estilo, Skala, Vogue-Living, Wallpaper, World Interior Design a další.

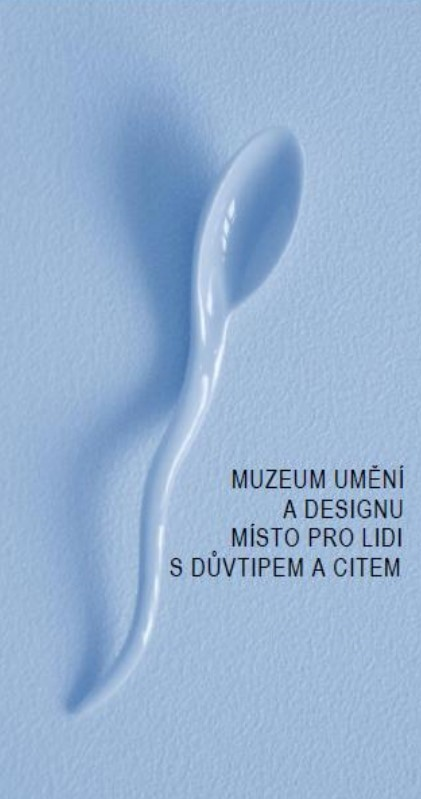
Slavná Pelclova keramická lžička jako poutač muzea designu v Benešově

### Zastoupení v muzejních sbírkách
- Aldrich Collection, Brighton
- Die Neue Sammlung, Mnichov
- Moravská galerie v Brně
- Museum of Modern Art, New York
- Muzeum hlavního města Prahy
- Museum Angewandte Kunst, Frankfurt
- Museum für Gestaltung, Curych
- Muzeum umění a designu Benešov
- Muzeum umění Olomouc
- Muzeum skla a bižuterie v Jablonci nad Nisou
- Národní galerie Praha
- Národní technické muzeum v Praze
- Uměleckoprůmyslové muzeum v Praze
- Severočeské muzeum v Liberci
- Sklářské muzeum Nový Bor
- Slovenské muzeum dizajnu, Bratislava
- Swedish Glassmuseum, Smalands

## Ocenění
- 2004, Grand Prix Obce architektů za rekonstrukci rodného domu Gustava Mahlera v Kališti (společně s Vladimírem Krátkým), Česko[6]
- 2006, Národní cena za design 2006, cena Design centra ČR, za nápojový soubor Vicenza, Česko[3]
- 2006, Vynikající design 2006, cena Design centra ČR, za soubor Bohemia White, Česko[12]
- 2006, Grand Prix na mezinárodním veletrhu Mobitex v Brně za soubor Vicenza, Česko[12]
- 2006, Form za kolekci karaf Vicenza na mezinárodním veletrhu Tendenceve Frankfurtu nad Mohanem, Německo[12]
- 2006, Čestný doktorát University of Brighton za významný přínos pro mezinárodní design a vzdělávání v oblasti designu, Spojené království[14]
- 2007, Czech Grand Design – Designér roku 2006, Akademie designu ČR, Česko[12]
- 2007, Czech Grand Design – Produktový designér roku 2006, Akademie designu ČR, Česko[3]
- 2007, Design Plus, Ambiente, Internationale Trade Fair, Frankfurt nad Mohanem, Německo[2]
- 2007, Stavba roku 07, cena ministra průmyslu ČR za rekonstrukci Hudebního divadla Karlín (spolu se společností Anima), Česko[12]
- 2007, World Best Design – Legacy for the Future Design Award, Soul, Jižní Korea[12]
- 2011, ELLE Deco International Design Award, EDIDA 2011[15]
- 2011, Národná cena za dizajn 2011, Slovenské centrum dizajnu, Slovensko[12]
- 2017, Red Dot Design Award za vermikompostér Urbalive, Design Zentrum Nordrheim, Westfalen, Německo[16]
- 2019, Big SEE Wood Design Award za ohniště Back to fire, Center for creative economy of Southeast Europe[17][12]
- 2019, Good Design za vermikompostér Urbalive, The Chicago Athenaeum[18]
- 2020, Cena Hospodářské komory ČR za kolekci skla na Trienále skla a bižuterie, Jablonec, Česko[19]
- 2020, Medaile Josefa Hlávky, za celoživotní dílo ve prospěch české vědy, umění a vzdělanosti, Česko[20]
- 2020, Czech Grand Design – Síň slávy, Akademie designu ČR, Česko [7][11]